# Förblödning
För blödning innan menstruation, se mellanblödning
Förblödning är en dödsorsak som innebär att någon drabbas av så omfattande blodförlust att personen avlider. Innan döden uppstår ett tillstånd av hypovolemi och cirkulationssvikt. Förblödning kan uppkomma till följd av medfödd eller läkemedelsinducerad blödarsjuka, egenförvållade skador som vid självmord, vid våld och mordförsök, kirurgi och vid förlossning (mödradödlighet).
Förblödning är dödsorsaken vid blodtappning som används vid viss rituell slakt. 